# Mikelripsji
Mikelripsji (Georgisch: მიქელრიფში; Abchazisch: Мқьалрыԥшь; Russisch: Микелрипш; Armeens: Միքելրիփշ) is een dorp in de Georgische autonome en feitelijk afgescheiden republiek Abchazië, gelegen in het district Gagra. Het dorp ligt aan de linkeroever van de rivier Pso-oe, de grens met Rusland, en 40 kilometer ten noordwesten van het districtscentrum Gagra.

## Toponiem
Het toponiem Mikelripsji betekent "Michael's heuvel". Aangenomen wordt dat op de heuvel in het dorp een St Michaëlkerk stond vernoemd naar de aartsengel Michaël.

## Geschiedenis
Als gevolg van het einde van de Kaukasusoorlog en de Russische annexatie van het Vorstendom Abchazië in 1864 werden grote delen van de oorspronkelijke bevolking van het district Gagra gedeporteerd naar het Ottomaanse Rijk. Nadat de Abchaziërs waren verdreven, volgde kolonisatie door volkeren uit andere delen van het Russische Rijk. In 1893 werd Mikelripsji opgericht door Armeniërs uit de omgeving van de Turkse stad Samsun. De nederzetting concentreerde zich op de teelt van onder andere tabak, maïs, veeteelt en pluimveehouderij. Het had als centrum van de dorpsgemeenschap een middelbare school, bibliotheek en cultureel centrum. Mikelripsji is het centrum van de gelijknamige dorpsgemeenschap waar ook de nabijgelegen dorpen Demertsjentsi, Salchino, Tsabliani, Tsjantsjkeri en Tsodniskari onder vallen. Dit zijn allen Armeens bevolkte dorpen.

## Demografie
Volgens de Abchazische volkstelling van 2011 woonden er 326 mensen in de dorpsgemeenschap Mikelripsji, bestaande uit de dorpen Mikelripsji, Demertsjentsi, Salchino, Tsabliani, Tsjantsjkeri en Tsodniskari. De dorpsgemeenschap is vrijwel geheel bevolkt door Armeniërs (94,5%). Verder woonden er enkele Russen (7), Georgiërs (5), Abchaziërs (3) en Oekraïners (2).
| Aantal                                                                                                   | 1.348 | 834 | 326 |
| Verantwoording data: 1926-2011. Noot: De Abchazische cijfers vanaf 1994 worden niet erkend door Georgië. |       |     |     |

## Vervoer
Mikelripsji is verbonden met het hoofdwegennet van Abchazië via Salme en Leselidze door de Georgische nationale route Sh194 langs de Pso-oe.